# 坂田龍亮
坂田龍亮（さかた りゅうすけ，1985年12月25日—），日本男子游泳运动员。愛知縣出生，畢業於長久手中学校、名古屋高校及明治大学。

## 生涯
2010年，坂田代表日本參加廣州亞運會游泳比賽的男子200米蝶泳項目，奪得銀牌。